# Metasia xenogama
Metasia xenogama is een vlinder uit de familie van de grasmotten (Crambidae), uit de onderfamilie van de Spilomelinae. De wetenschappelijke naam van deze soort is voor het eerst voorgesteld als Eurycreon xenogama door Edward Meyrick in een publicatie uit 1884.
De soort komt voor in Australië.